# Úrvalsdeild 2016
La Úrvalsdeild 2016 (detta anche Pepsi Úrvalsdeild per motivi di sponsorizzazione) è stata la 105ª edizione della massima divisione del campionato islandese di calcio. La stagione è iniziata il 1º maggio e si è conclusa il 1º ottobre 2016. L'FH Hafnarfjörður ha vinto il suo ottavo campionato, il secondo consecutivo, con due giornate di anticipo.

## Stagione

### Novità
Al termine stagione 2015 sono state retrocesse in 1. deild karla 2016 il Leiknir Reykjavík e il Keflavík, classificatesi agli ultimi due posti. In loro sostituzione sono stati promossi il Víkingur Ólafsvík e il Þróttur Reykjavík, prime due classificate in 1. deild karla 2015.

### Formula
Le 12 squadre partecipanti si affrontano in un girone di andata e ritorno, per un totale di 22 giornate.

La squadra campione di Islanda ha il diritto a partecipare alla UEFA Champions League 2017-2018 partendo dal secondo turno di qualificazione.

Le squadre classificate al secondo e terzo posto sono ammesse alla UEFA Europa League 2017-2018 partendo dal primo turno di qualificazione.

La vincitrice della Coppa d'Islanda è ammessa al primo turno di qualificazione della UEFA Europa League 2017-2018.

Le ultime due classificate retrocedono direttamente in 1. deild karla 2017.

## Squadre partecipanti
| Club              | Città          | Stadio           | Stagione 2015              |
| ----------------- | -------------- | ---------------- | -------------------------- |
| Breiðablik        | Kópavogur      | Kópavogsvöllur   | 2º posto in Úrvalsdeild    |
| FH Hafnarfjörður  | Hafnarfjörður  | Kaplakriki       | Campione d'Islanda         |
| Fjölnir           | Reykjavík      | Fjölnisvöllur    | 6º posto in Úrvalsdeild    |
| Fylkir            | Reykjavík      | Fylkisvöllur     | 8º posto in Úrvalsdeild    |
| ÍA Akraness       | Akranes        | Norðurálsvöllur  | 7º posto in Úrvalsdeild    |
| ÍBV Vestmannæyja  | Vestmannaeyjar | Hásteinsvöllur   | 10º posto in Úrvalsdeild   |
| KR Reykjavík      | Reykjavík      | KR-völlur        | 3º posto in Úrvalsdeild    |
| Stjarnan          | Garðabær       | Stjörnuvöllur    | 4º posto in Úrvalsdeild    |
| Þróttur           | Reykjavík      | Valbjarnarvöllur | 1º posto in 1. deild karla |
| Valur             | Reykjavík      | Vodafonevöllurin | 5º posto in Úrvalsdeild    |
| Víkingur          | Reykjavík      | Víkingsvöllur    | 9º posto in Úrvalsdeild    |
| Víkingur Ólafsvík | Ólafsvík       | Ólafsvíkurvöllur | 2º posto in 1. deild karla |

## Classifica finale
|                    | Pos. | Squadra           | Pt | G  | V  | N | P  | GF | GS | DR  |
| ------------------ | ---- | ----------------- | -- | -- | -- | - | -- | -- | -- | --- |
| Islanda (bandiera) | 1.   | FH Hafnarfjörður  | 43 | 22 | 12 | 7 | 3  | 32 | 17 | +15 |
|                    | 2.   | Stjarnan          | 39 | 22 | 12 | 3 | 7  | 43 | 31 | +12 |
|                    | 3.   | KR Reykjavík      | 38 | 22 | 11 | 5 | 6  | 29 | 20 | +9  |
|                    | 4.   | Fjölnir           | 37 | 22 | 11 | 4 | 7  | 42 | 25 | +17 |
|                    | 5.   | Valur             | 35 | 22 | 10 | 5 | 7  | 41 | 28 | +13 |
|                    | 6.   | Breiðablik        | 35 | 22 | 10 | 5 | 7  | 27 | 20 | +7  |
|                    | 7.   | Víkingur          | 32 | 22 | 9  | 5 | 8  | 29 | 32 | -3  |
|                    | 8.   | ÍA Akraness       | 31 | 22 | 10 | 1 | 11 | 28 | 33 | -5  |
|                    | 9.   | ÍBV Vestmannæyja  | 23 | 22 | 6  | 5 | 11 | 23 | 27 | -4  |
|                    | 10.  | Víkingur Ólafsvík | 21 | 22 | 5  | 6 | 11 | 23 | 38 | -15 |
|                    | 11.  | Fylkir            | 19 | 22 | 4  | 7 | 11 | 25 | 40 | -15 |
|                    | 12.  | Þróttur           | 14 | 22 | 3  | 5 | 14 | 19 | 50 | -31 |

Legenda:
      Campione d'Islanda e ammessa alla UEFA Champions League 2017-2018
      Ammesse alla UEFA Europa League 2017-2018
      Retrocesse in 1. deild karla 2017
Note:
Tre punti a vittoria, uno a pareggio, zero a sconfitta.
La classifica viene stilata secondo i seguenti criteri:
- Punti conquistati
- Differenza reti generale
- Reti totali realizzate
- Punti conquistati negli scontri diretti
- Differenza reti negli scontri diretti
- Reti realizzate negli scontri diretti
- Reti realizzate in trasferta negli scontri diretti
- play-off (solo per decidere la squadra campione)
- Sorteggio

## Risultati
|                   | Bre  | Haf  | Fjö  | Fyl  | ÍAA  | ÍBV  | KR   | Stj  | Þró  | Val  | Vík  | VíÓ  |
| ----------------- | ---- | ---- | ---- | ---- | ---- | ---- | ---- | ---- | ---- | ---- | ---- | ---- |
| Breiðablik        | –––– | 0-1  | 0-3  | 1-1  | 0-1  | 1-1  | 1-0  | 2-1  | 2-0  | 0-0  | 1-0  | 1-2  |
| FH Hafnarfjörður  | 1-1  | –––– | 2-0  | 1-0  | 2-1  | 1-1  | 0-1  | 3-2  | 2-0  | 1-1  | 2-2  | 1-1  |
| Fjölnir           | 0-3  | 0-1  | –––– | 1-1  | 4-0  | 2-0  | 3-1  | 0-1  | 2-0  | 2-2  | 2-1  | 5-1  |
| Fylkir            | 1-2  | 2-3  | 2-2  | –––– | 0-3  | 0-3  | 1-4  | 1-2  | 2-2  | 2-2  | 1-0  | 2-1  |
| ÍA Akranes        | 1-0  | 1-3  | 1-0  | 1-1  | –––– | 2-0  | 0-1  | 4-2  | 0-1  | 2-1  | 2-0  | 3-0  |
| ÍBV Vestmannæyja  | 0-2  | 1-1  | 0-2  | 1-2  | 4-0  | –––– | 1-0  | 1-2  | 1-1  | 4-0  | 0-3  | 1-1  |
| KR Reykjavik      | 1-1  | 1-0  | 3-2  | 3-0  | 1-2  | 2-0  | –––– | 1-1  | 2-1  | 2-1  | 0-0  | 0-0  |
| Stjarnan          | 1-3  | 1-1  | 2-1  | 2-0  | 3-1  | 1-0  | 1-3  | –––– | 6-0  | 2-3  | 3-0  | 4-1  |
| Þróttur           | 2-0  | 0-3  | 0-5  | 1-4  | 3-1  | 0-1  | 2-2  | 1-1  | –––– | 0-4  | 1-2  | 1-1  |
| Valur             | 0-3  | 0-1  | 1-2  | 2-0  | 1-0  | 2-1  | 2-0  | 2-0  | 4-1  | –––– | 7-0  | 3-1  |
| Víkingur          | 3-1  | 1-0  | 1-2  | 2-2  | 3-2  | 2-1  | 1-0  | 1-2  | 2-0  | 2-2  | –––– | 2-0  |
| Víkingur Ólafsvík | 0-2  | 0-2  | 2-2  | 1-0  | 3-0  | 0-1  | 0-1  | 2-3  | 3-2  | 2-1  | 1-1  | –––– |

## Statistiche

### Classifica marcatori
| Gol |  |  | Giocatore                 | Squadra           |
| --- |  |  | ------------------------- | ----------------- |
| 14  |  |  | Garðar Gunnlaugsson       | ÍA Akranes        |
| 13  |  |  | Kristinn Freyr Sigurðsson | Valur             |
| 9   |  |  | Martin Lund Pedersen      | Fjölnir           |
| 9   |  |  | Hrvoje Tokić              | Víkingur Ólafsvík |
| 8   |  |  | Óskar Örn Hauksson        | KR Reykjavik      |
| 7   |  |  | Atli Viðar Björnsson      | FH Hafnarfjörður  |
| 7   |  |  | Thórir Gudjónsson         | Fjölnir           |
| 7   |  |  | Hilmar Árni Halldórsson   | Stjarnan          |
| 7   |  |  | Albert Brynjar Ingason    | Fylkir            |
| 7   |  |  | Óttar Magnús Karlsson     | Víkingur          |